# Mackenzie Barry
Mackenzie Dale Barry (New Plymouth, 11 aprile 2001) è una calciatrice neozelandese, difensore del Wellington Phoenix e della nazionale neozelandese.

## Carriera

### Club
Nata a New Plymouth, Barry inizia a giocare a calcio durante l'infanzia, giocando nela scuola locale, insieme ad alcune compagne che ritroverà poi nella sua carriera professionistica. Negli anni successivi, viene ingaggiata da squadre locali e regionali; infine, nel novembre del 2021, viene ufficialmente ingaggiata dal Wellington Phoenix, squadra di base a Wellington, ma militante nella massima serie australiana, con cui firma un contratto biennale da professionista.
Nel giugno del 2023, in scadenza di contratto, decide di rinnovare il proprio accordo con il club per altre due stagioni. Nella stagione 2023-2024, viene eletta miglior giocatrice del club.

### Nazionale

#### Nazionali giovanili
Barry viene convocata per la prima volta in nazionale nel 2018, venendo inclusa nella rosa della Nuova Zelanda U-17 partecipante al Mondiale di categoria. Nella competizione, le neozelandesi si classificano al terzo posto, ottenendo quindi la medaglia di bronzo.
Nel 2019, invece, vince con la Nuova Zelanda U-20 il Campionato oceaniano di categoria, ottenendo così la qualificazione ai Mondiali Under-20 dell'anno successivo, che si sarebbe disputato in Costa Rica e Panama. Il torneo, però, è stato prima posticipato, e poi definitivamente annullato dalla FIFA, a causa della pandemia di COVID-19.

#### Nazionale maggiore
Nel giugno del 2022, Barry riceve la sua prima convocazione con la nazionale maggiore neozelandese, in vista di due partite amichevoli contro Norvegia e Galles.
Esordisce il 19 ottobre seguente, nell'incontro amichevole con il Giappone, vinto per 2-0.
Nel luglio del 2024, infine, prende parte ai Giochi Olimpici di Parigi, venendo inclusa nella rosa partecipante al torneo femminile di calcio; qui, il 25 luglio seguente, segna la sua prima con la nazionale maggiore, aprendo le marcature nella gara inaugurale contro il Canada, poi persa per 2-1.

## Statistiche
Statistiche aggiornate al 28 luglio 2024.

### Presenze e reti nei club
| Stagione        | Squadra            | Campionato      | Campionato | Campionato | Coppe nazionali | Coppe nazionali | Coppe nazionali | Coppe continentali | Coppe continentali | Coppe continentali | Altre coppe | Altre coppe | Altre coppe | Totale | Totale |
| Stagione        | Squadra            | Comp            | Pres       | Reti       | Comp            | Pres            | Reti            | Comp               | Pres               | Reti               | Comp        | Pres        | Reti        | Pres   | Reti   |
| --------------- | ------------------ | --------------- | ---------- | ---------- | --------------- | --------------- | --------------- | ------------------ | ------------------ | ------------------ | ----------- | ----------- | ----------- | ------ | ------ |
| 2021-2022       | Wellington Phoenix | A               | 12         | 0          | -               | -               | -               | -                  | -                  | -                  | -           | -           | -           | 12     | 0      |
| 2022-2023       | Wellington Phoenix | A               | 18         | 0          | -               | -               | -               | -                  | -                  | -                  | -           | -           | -           | 18     | 0      |
| 2023-2024       | Wellington Phoenix | A               | 20         | 0          | -               | -               | -               | -                  | -                  | -                  | -           | -           | -           | 20     | 0      |
| Totale carriera | Totale carriera    | Totale carriera | 50         | 0          |                 | -               | -               |                    | -                  | -                  |             | -           | -           | 50     | 0      |

### Cronologia presenze e reti in nazionale
| Cronologia completa delle presenze e delle reti in nazionale ― Nuova Zelanda | Cronologia completa delle presenze e delle reti in nazionale ― Nuova Zelanda | Cronologia completa delle presenze e delle reti in nazionale ― Nuova Zelanda | Cronologia completa delle presenze e delle reti in nazionale ― Nuova Zelanda | Cronologia completa delle presenze e delle reti in nazionale ― Nuova Zelanda | Cronologia completa delle presenze e delle reti in nazionale ― Nuova Zelanda | Cronologia completa delle presenze e delle reti in nazionale ― Nuova Zelanda | Cronologia completa delle presenze e delle reti in nazionale ― Nuova Zelanda |
| Data                                                                         | Città                                                                        | In casa                                                                      | Risultato                                                                    | Ospiti                                                                       | Competizione                                                                 | Reti                                                                         | Note                                                                         |
| ---------------------------------------------------------------------------- | ---------------------------------------------------------------------------- | ---------------------------------------------------------------------------- | ---------------------------------------------------------------------------- | ---------------------------------------------------------------------------- | ---------------------------------------------------------------------------- | ---------------------------------------------------------------------------- | ---------------------------------------------------------------------------- |
| 9-10-2022                                                                    | Nagano                                                                       | Giappone                                                                     | 0 – 3                                                                        | Nuova Zelanda                                                                | Amichevole                                                                   | -                                                                            | 75’                                                                          |
| 12-11-2022                                                                   | Christchurch                                                                 | Nuova Zelanda                                                                | 0 – 1                                                                        | Corea del Sud                                                                | Amichevole                                                                   | -                                                                            | 83’                                                                          |
| 15-11-2022                                                                   | Christchurch                                                                 | Nuova Zelanda                                                                | 0 – 1                                                                        | Corea del Sud                                                                | Amichevole                                                                   | -                                                                            | 83’                                                                          |
| 18-1-2023                                                                    | Wellington                                                                   | Nuova Zelanda                                                                | 0 – 4                                                                        | Stati Uniti                                                                  | Amichevole                                                                   | -                                                                            | 77’                                                                          |
| 21-1-2023                                                                    | Auckland                                                                     | Nuova Zelanda                                                                | 0 – 5                                                                        | Stati Uniti                                                                  | Amichevole                                                                   | -                                                                            | 69’                                                                          |
| 20-2-2023                                                                    | Hamilton (Nuova Zelanda)                                                     | Nuova Zelanda                                                                | 0 – 2                                                                        | Argentina                                                                    | Amichevole                                                                   | -                                                                            | 90+1’                                                                        |
| 11-4-2023                                                                    | Antalya                                                                      | Nuova Zelanda                                                                | 0 – 3                                                                        | Nigeria                                                                      | Amichevole                                                                   | -                                                                            | 85’                                                                          |
| 2-12-2023                                                                    | Bogota                                                                       | Colombia                                                                     | 0 – 0                                                                        | Nuova Zelanda                                                                | Amichevole                                                                   | -                                                                            |                                                                              |
| 5-12-2023                                                                    | Bogota                                                                       | Colombia                                                                     | 1 – 0                                                                        | Nuova Zelanda                                                                | Amichevole                                                                   | -                                                                            |                                                                              |
| 6-4-2024                                                                     | Christchurch                                                                 | Nuova Zelanda                                                                | 4 – 0                                                                        | Thailandia                                                                   | Amichevole                                                                   | -                                                                            | 83’                                                                          |
| 3-6-2024                                                                     | Murcia                                                                       | Giappone                                                                     | 4 – 0                                                                        | Nuova Zelanda                                                                | Amichevole                                                                   | -                                                                            | 76’                                                                          |
| 13-7-2024                                                                    | Vichy                                                                        | Nuova Zelanda                                                                | 1 – 1                                                                        | Zambia                                                                       | Amichevole                                                                   | -                                                                            | 46’                                                                          |
| 25-7-2024                                                                    | Saint-Étienne                                                                | Canada                                                                       | 2 – 1                                                                        | Nuova Zelanda                                                                | Olimpiadi 2024                                                               | 1                                                                            | 59’                                                                          |
| 28-7-2024                                                                    | Décines-Charpieu                                                             | Nuova Zelanda                                                                | 0 – 2                                                                        | Colombia                                                                     | Olimpiadi 2024                                                               | -                                                                            | 78’                                                                          |
| Totale                                                                       |                                                                              | Presenze                                                                     | 14                                                                           |                                                                              | Reti                                                                         | 1                                                                            |                                                                              |

| Cronologia completa delle presenze e delle reti in nazionale ― Nuova Zelanda under 17 | Cronologia completa delle presenze e delle reti in nazionale ― Nuova Zelanda under 17 | Cronologia completa delle presenze e delle reti in nazionale ― Nuova Zelanda under 17 | Cronologia completa delle presenze e delle reti in nazionale ― Nuova Zelanda under 17 | Cronologia completa delle presenze e delle reti in nazionale ― Nuova Zelanda under 17 | Cronologia completa delle presenze e delle reti in nazionale ― Nuova Zelanda under 17 | Cronologia completa delle presenze e delle reti in nazionale ― Nuova Zelanda under 17 | Cronologia completa delle presenze e delle reti in nazionale ― Nuova Zelanda under 17 |
| Data                                                                                  | Città                                                                                 | In casa                                                                               | Risultato                                                                             | Ospiti                                                                                | Competizione                                                                          | Reti                                                                                  | Note                                                                                  |
| ------------------------------------------------------------------------------------- | ------------------------------------------------------------------------------------- | ------------------------------------------------------------------------------------- | ------------------------------------------------------------------------------------- | ------------------------------------------------------------------------------------- | ------------------------------------------------------------------------------------- | ------------------------------------------------------------------------------------- | ------------------------------------------------------------------------------------- |
| 13-11-2018                                                                            | Montevideo                                                                            | Nuova Zelanda under 17                                                                | 1 – 0                                                                                 | Finlandia under 17                                                                    | Mondiali femminili                                                                    | -                                                                                     |                                                                                       |
| 16-11-2018                                                                            | Montevideo                                                                            | Uruguay under 17                                                                      | 1 – 2                                                                                 | Nuova Zelanda under 17                                                                | Mondiali femminili                                                                    | -                                                                                     |                                                                                       |
| 24-11-2018                                                                            | Colonia del Sacramento                                                                | Giappone under 17                                                                     | 1 – 1                                                                                 | Nuova Zelanda under 17                                                                | Mondiali femminili                                                                    | -                                                                                     |                                                                                       |
| 28-11-2018                                                                            | Montevideo                                                                            | Nuova Zelanda under 17                                                                | 0 – 2                                                                                 | Spagna under 17                                                                       | Mondiali femminili                                                                    | -                                                                                     |                                                                                       |
| 1-12-2018                                                                             | Montevideo                                                                            | Nuova Zelanda under 17                                                                | 2 – 1                                                                                 | Canada under 17                                                                       | Mondiali femminili                                                                    | -                                                                                     | 84’                                                                                   |
| Totale                                                                                |                                                                                       | Presenze                                                                              | 5                                                                                     |                                                                                       | Reti                                                                                  | 0                                                                                     |                                                                                       |